# José Otávio
José Otávio Pires de Carvalho, também conhecido como Joselito "Sem Noção" (Minas Gerais ) é um bodyboarder brasileiro. Treinado nas pesadas ondas de Itacoatiara, é um dos destaques nacionais quando o assunto é extreme bodyboard.
O atleta despontou aos 15 anos, quando foi registrado pelas lentes do fotógrafo Fred Rozário executando um backflip. A foto foi parar na capa da revista Style e também na Fluir Bodyboard, encarte que antigamente acompanhava a revista.
Em 1997 veio o título brasileiro na categoria profissional, seguido de performances memoráveis em vídeos de bodyboard. Otávio foi o primeiro atleta do mundo a executar um 720 invertido aéreo,
Campeão brasileiro Pro, campeão do ISA Games em 1998 e bicampeão carioca Pro dentre outros, Joselito "Sem Noção" foi o único representante brasileiro no Sumol Nazaré Special Edition 2009, evento especial da International Bodyboarding Association que rolou na praia do Norte, na cidade de Nazaré, em Portugal.[carece de fontes?]
Após anos afastado do circuito mundial, retornou em 2015, ano em que terminou como o nono melhor atleta do mundo.[carece de fontes?]